# Una lunga domenica di passioni
Una lunga domenica di passioni (Un long dimanche de fiançailles) è un film del 2004 diretto da Jean-Pierre Jeunet, tratto dal libro omonimo dello scrittore francese Sébastien Japrisot.

## Trama
Nelle trincee francesi durante la prima guerra mondiale, cinque soldati vengono accusati di auto-mutilazione per ottenere il congedo. Condannati a morte da una corte marziale, vengono condotti fino a un avamposto chiamato «Bingo Crepuscolo» e abbandonati al loro destino nella terra di nessuno tra le trincee tedesche e quelle francesi. Tra i rei c'è Bastoche, un falegname parigino di mezza età; Six-Sous, un padre di famiglia e attivista socialista; Ange Bassignano, un corso mandato in guerra anziché in carcere; il contadino Notre-Dame e infine il giovane pescatore bretone Manech.
A fine guerra la fidanzata di Manech, una ragazza di nome Mathilde rimasta zoppa per la poliomielite, viene contattata da un ex sergente ricoverato in un ospedale a causa dell'influenza spagnola. L'uomo, Daniel Esperanza, le rivela che Manech non è caduto in combattimento come le è stato comunicato, ma è stato gettato fuori dalle trincee insieme ad altri quattro condannati. I cinque soldati sono tutti morti. Eppure Mathilde nutre la speranza che il suo fidanzato sia sopravvissuto, e che non si sia messo in contatto con lei perché ha perduto la memoria per un trauma subito prima dei fatti. Comincia a fare indagini presso le famiglie degli altri quattro condannati; si avvale anche di un investigatore privato, Germain Pire, il quale si reca fino in Corsica per le sue indagini, senza molto successo.
L'avvocato Rouvière la accompagna negli archivi dell'esercito, ma i fatti avvenuti quel giorno a Bingo Crepuscolo sono classificati segreti e non le è possibile sapere altro. Il comandante del battaglione che occupava le trincee viene nel frattempo ucciso da Tina Lombardi, l'ex fidanzata del soldato Ange Bassignano, la quale ha scoperto che l'ufficiale aveva occultato la grazia ai condannati concessa dal Presidente della Repubblica.
Poco alla volta, mentre gli anni passano, Mathilde raccoglie testimonianze frammentarie su ciò che è accaduto quel giorno. Uno dei cinque corpi rinvenuti dopo la battaglia aveva ai piedi stivali dell'esercito tedesco ed è stato identificato come il falegname Bastoche, ma lei sa che l'uomo li aveva scambiati con un amico, il caporale Biscotte, il quale generosamente voleva impedire che cadesse in mano nemica con quelle calzature compromettenti tolte a un soldato ucciso. Purtroppo Biscotte è morto il giorno successivo all'ospedale militare, distrutto nell'incendio di un dirigibile.
Mathilde riceve una pessima notizia: l'avvocato Rouvière ha rintracciato il cimitero militare in cui sono sepolti i cinque condannati caduti a Bingo Crepuscolo. Mathilde si fa accompagnare dallo zio Sylvain, con il quale vive dopo la morte dei genitori in un incidente stradale, al camposanto, dove incontra una giovane donna tedesca, la quale, avendo ascoltato la sua conversazione, le rivela che suo fratello è morto lo stesso giorno di Manech a Bingo Crepuscolo, quando i soldati francesi hanno assaltato le trincee tedesche. Un commilitone le ha tuttavia raccontato l'episodio dei cinque condannati, e ha visto con i suoi occhi un aereo tedesco Albatros scendere a mitragliare la terra di nessuno: Manech è stato colpito, e l'aereo era talmente basso che Bastoche l'ha abbattuto con una bomba a mano prima di finire colpito a sua volta.
Zio Sylvain legge sul giornale che Tina Lombardi è stata condannata alla ghigliottina. La donna accetta di parlare con Mathilde in prigione, le rivela di avere ucciso anche il caporale Thouvenel, il tiratore scelto che ha abbattuto il suo Ange perché voleva consegnarsi ai tedeschi. Mathilde mette un annuncio sul giornale per cercare testimoni oculari; soprattutto, è interessata a mettersi in contatto con il soldato Célestin Poux, che a quanto pare è uno dei pochi sopravvissuti di Bingo Crepuscolo.
Célestin Poux viene rintracciato dal detective Pire e si precipita in moto a casa di Mathilde. Le racconta la sua versione diretta dei fatti; Notre-Dame ha cessato subito di rispondere agli appelli dalla trincea; Six-Sous è stato colpito dai tedeschi mentre cantava a squarciagola; Ange è stato abbattuto per impedirgli di arrendersi; Bastoche ha danneggiato l'Albatros tedesco e è stato falciato; Manech è stato mitragliato dall'aereo mentre incideva sul tronco di un albero il nome di Mathilde. La ragazza non è persuasa, lo stesso Célestin trova strano il linguaggio usato da Notre-Dame nella sua ultima lettera a casa, alla vigilia dell'esecuzione. Sospettando un codice segreto fra i due, Mathilde smonta e rimonta l'ordine delle parole fino a trovare un appuntamento alla moglie in una località di campagna presso Parigi. In effetti il parroco del paese conferma che la moglie di Notre-Dame è scomparsa insieme al figlio poco dopo la morte del marito.
Mathilde si fa accompagnare da zio Sylvain, Notre-Dame è davvero sopravvissuto. L'uomo, che si nasconde perché la condanna ricevuta è ancora in vigore, le racconta la propria versione. Quando l'artiglieria tedesca ha aperto il fuoco sulla terra di nessuno, è riuscito a nascondersi nel sotterraneo cantina di una chiesetta diroccata, e da lì ha visto i suoi compagni cadere uno dopo l'altro. Nel corso della giornata ha visto anche la morte del caporale Biscotte, tornato a cercare l'amico Bastoche; Notre-Dame ha scambiato con lui i vestiti, le piastrine di riconoscimento e gli stivali, poi si è accorto che anche Manech era ancora vivo benché ferito. Ha scambiato la sua piastrina con quella del giovane che accompagnava Biscotte, il soldato Desrochelles, e l'ha accompagnato all'ospedale militare.
Manech è stato evacuato dal fronte senza memoria e sotto falso nome prima della distruzione dell'ospedale. Dopo l'incidente con il dirigibile, Notre Dame ha abbandonato l'identità di Biscotte e si è dato alla macchia, raggiunto dalla famiglia.
Esiste quindi ancora la speranza che Manech sia vivo; infatti il detective Pire lo trova ricoverato sotto il nome di Desrochelles in un sanatorio, completamente senza memoria, al punto da non riconoscere Mathilde che lo raggiunge in lacrime. La caparbietà del suo amore è stata premiata.

## Distribuzione
Il film è uscito nelle sale il 27 ottobre 2004 in Francia, l'11 febbraio 2005 in Italia.

## Riconoscimenti
- 2005 - Premio Oscar
  - Nomination Miglior fotografia a Bruno Delbonnel
  - Nomination Miglior scenografia a Aline Bonetto
- 2005 - Golden Globe
  - Nomination Miglior film straniero (Francia)
- 2005 - Premio BAFTA
  - Nomination Miglior film straniero (Francia)
- 2005 - European Film Awards
  - Miglior scenografia a Aline Bonetto
  - Nomination Miglior attrice a Audrey Tautou
  - Nomination Migliore fotografia a Bruno Delbonnel
  - Nomination Miglior montaggio a Hervé Schneid
  - Nomination Miglior regia - Premio del pubblico a Michael Haneke
  - Nomination Miglior attrice - Premio del pubblico a Audrey Tautou

- 2005 - Premio César
  - Migliore attrice non protagonista a Marion Cotillard
  - Migliore promessa maschile a Gaspard Ulliel
  - Miglior fotografia a Bruno Delbonnel
  - Miglior scenografia a Aline Bonetto
  - Migliori costumi a Madeline Fontaine
  - Nomination Miglior film
  - Nomination Miglior regia a Jean-Pierre Jeunet
  - Nomination Miglior attrice protagonista a Audrey Tautou
  - Nomination Migliore adattamento a Jean-Pierre Jeunet e Guillaume Laurant
  - Nomination Miglior montaggio a Hervé Schneid
  - Nomination Migliore colonna sonora a Angelo Badalamenti
  - Nomination Miglior sonoro a Jean Umansky, Gérard Hardy e Vincent Arnardi
- 2005 - Premi Lumière
  - Miglior regista a Jean-Pierre Jeunet
- 2005 - Kansas City Film Critics Circle Awards
  - Miglior film straniero (Francia)